# Максвелл (авіабаза)
Авіаба́за Максвелл (англ. Maxwell Air Force Base, (IATA: MXF, ICAO: KMXF, FAA ідент. місц.: MXF) — діюча військово-повітряна база Повітряних сил США, що розташована у місті Монтгомері, Алабама, та перебуває у підпорядкуванні Командування освіти та тренувань Повітряних сил США. Авіабаза є штаб-квартирою та пунктом постійної дислокації Повітряного університету, Командно-штабного коледжу та Воєнного коледжу ПС США, основних компонентів Командування освіти та тренувань, та є центром професійної підготовки військової авіації США. 42-ге крило авіабаз — основне формування, що базується на базі.

## Галерея

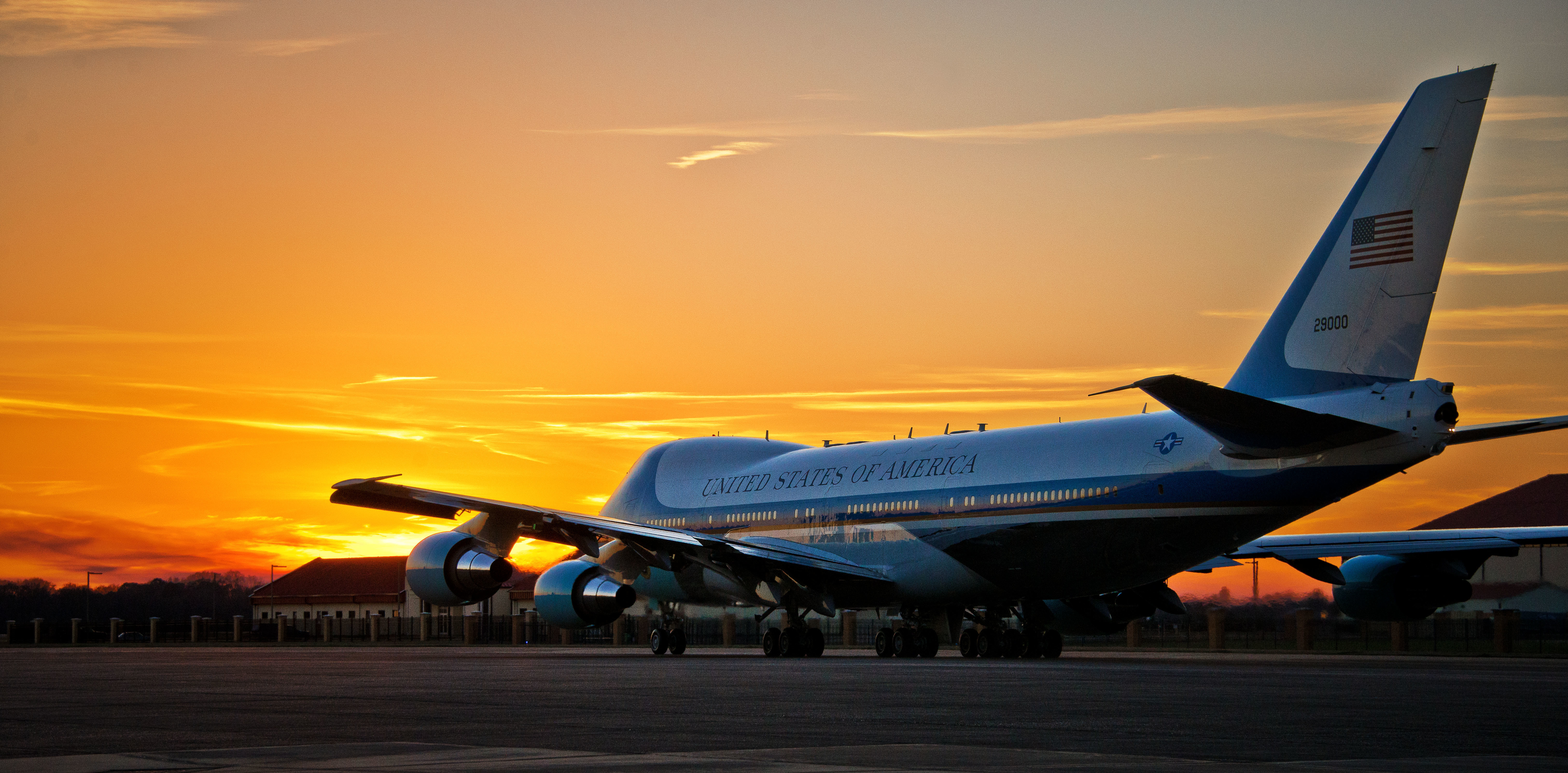
Air Force One злітає з авіабази Максвелл. 7 березня 2015
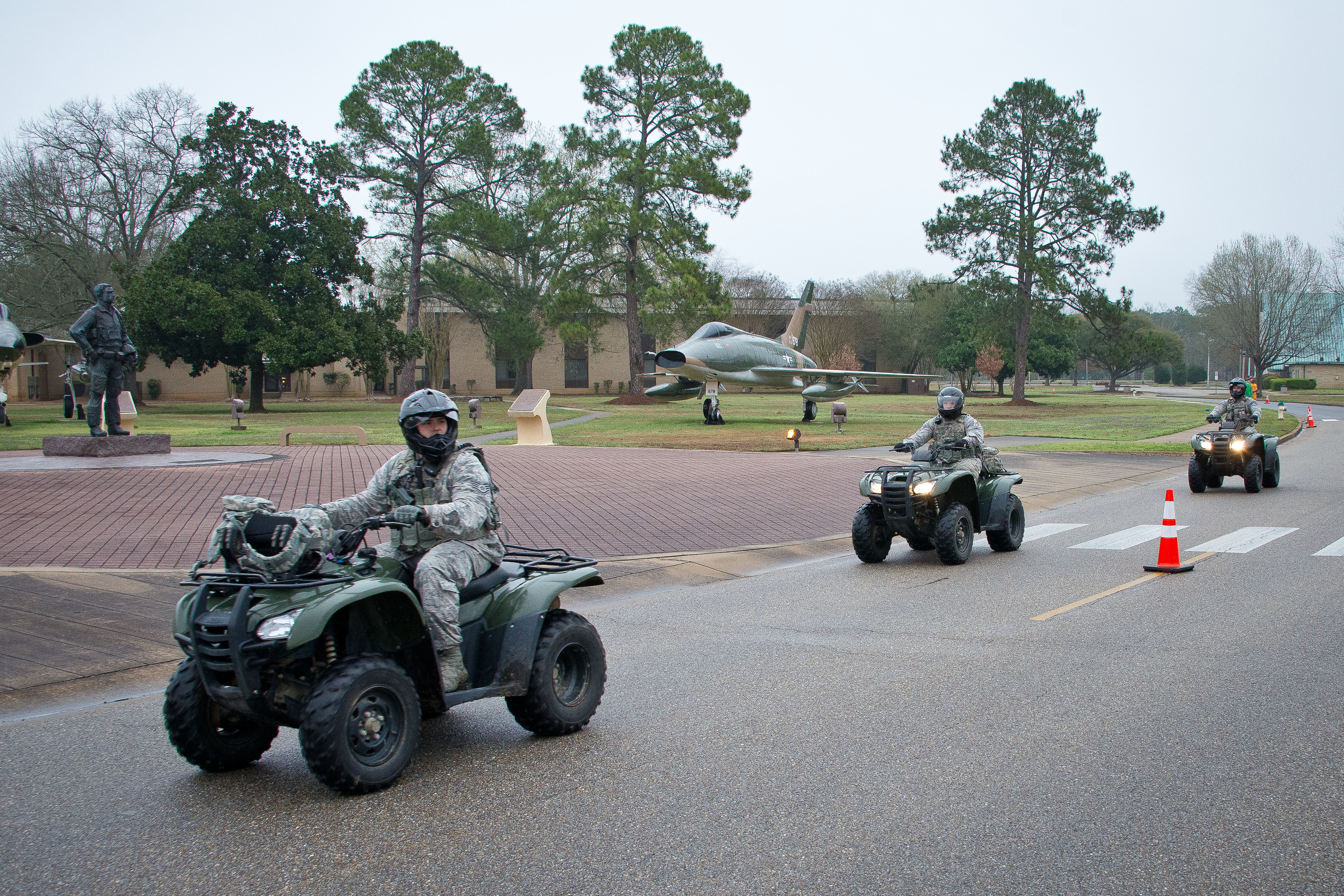
Патрулювання військовою поліцією території бази під час проведення марафону. 14 березня1 2015
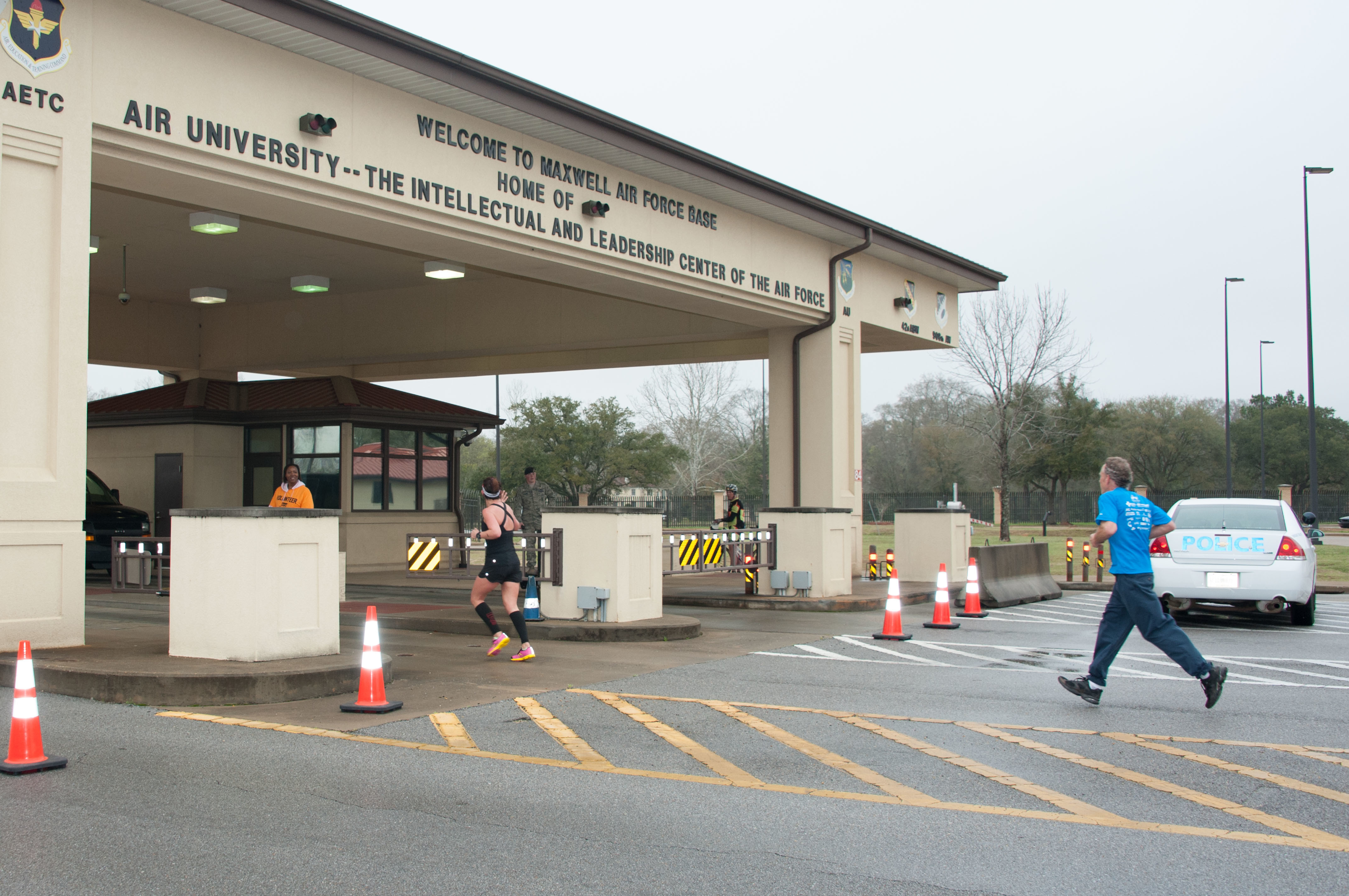
Проведення марафону по базі. Біг через КПП
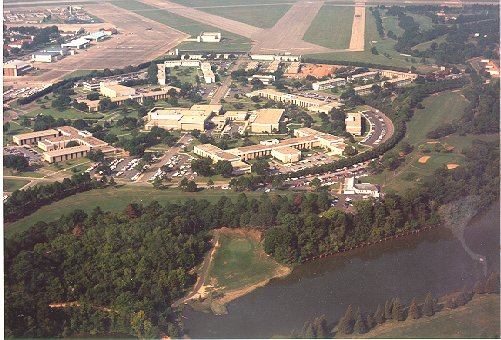
Повітряний університет Повітряних сил США
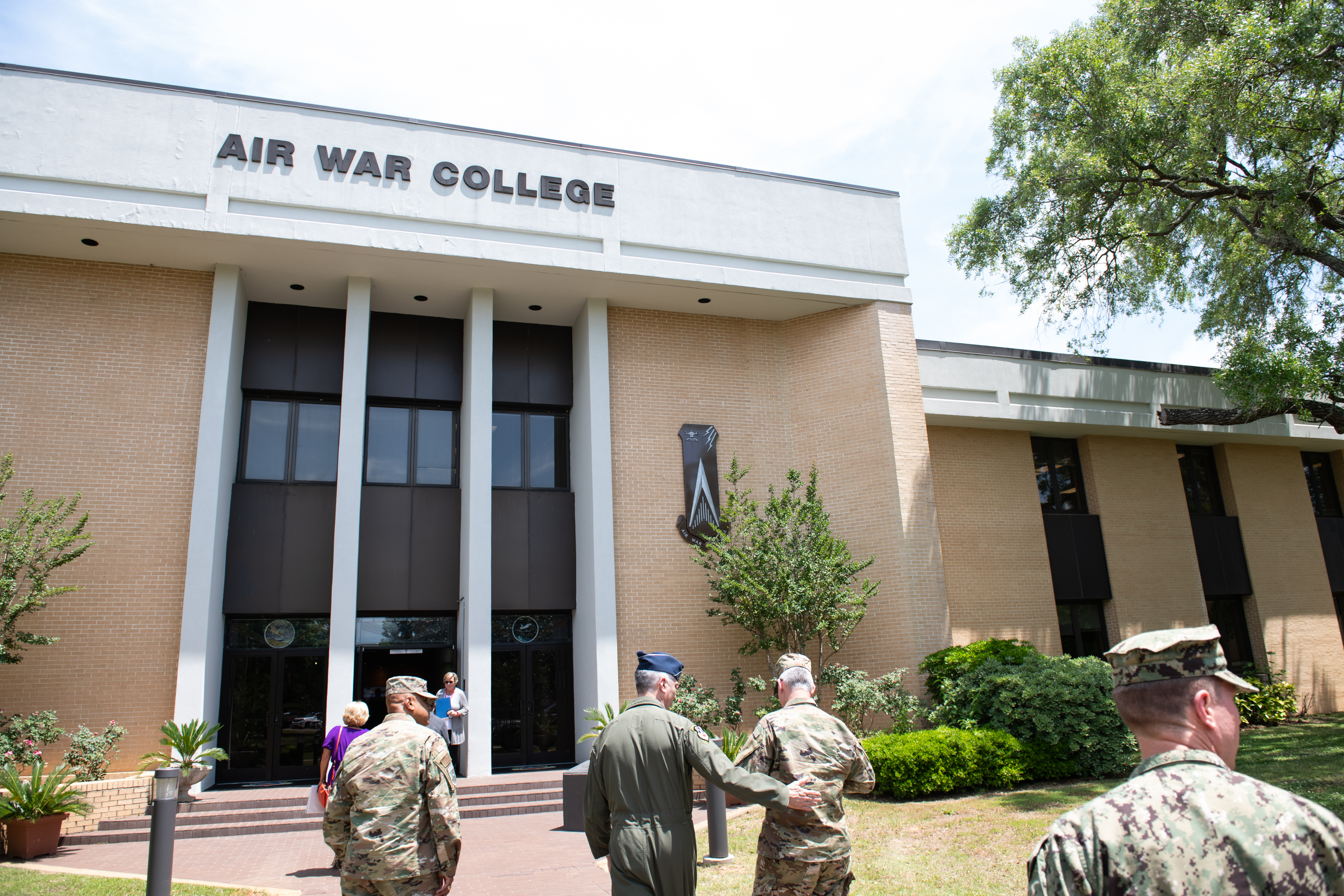
Воєнний коледж Повітряних сил США
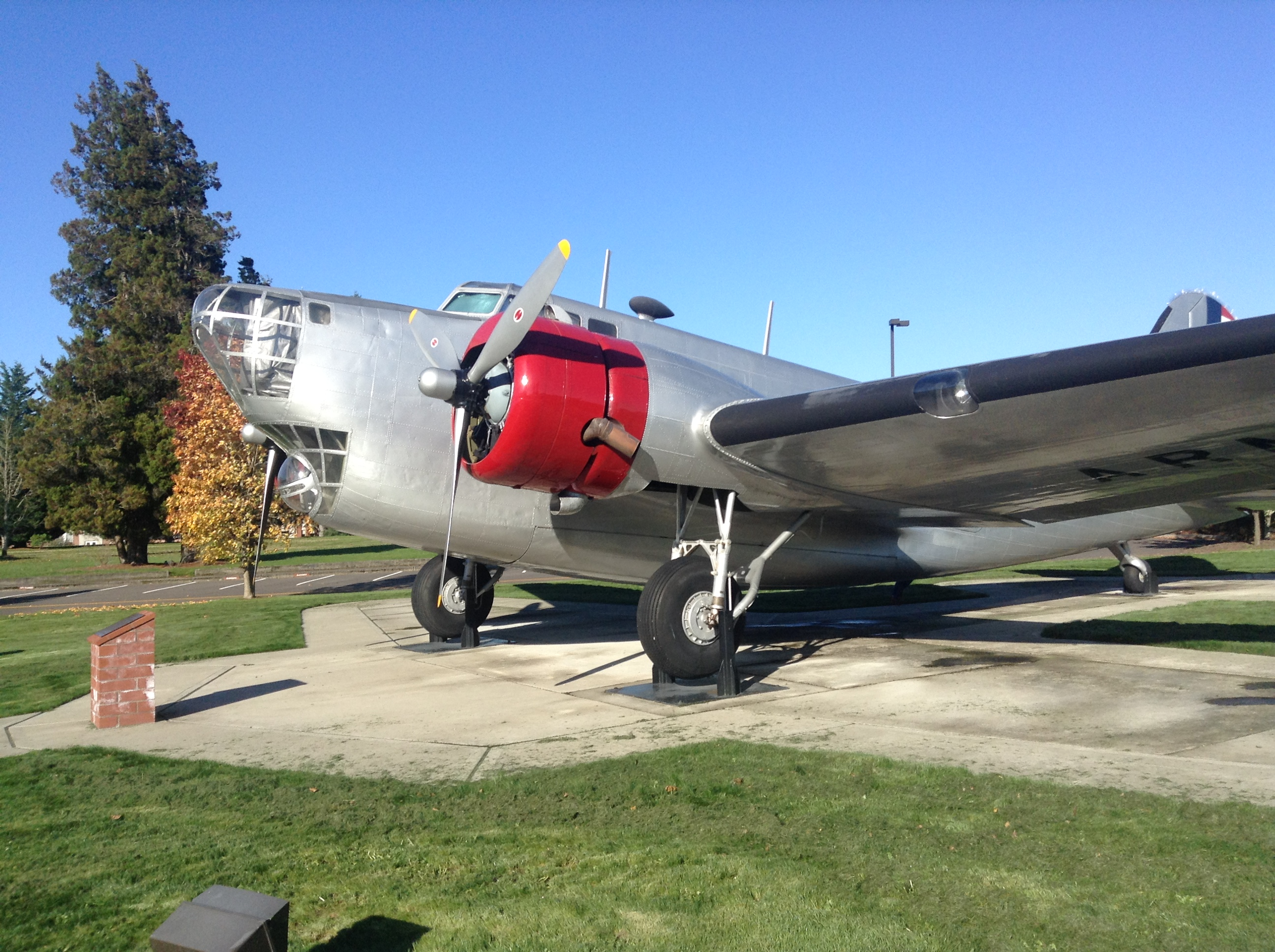
Douglas B-18 Bolo